# Den røde kappe
Den røde kappe (Zweeds: Den röda kappan, IJslands: Rauðu skikkjuna) is een Deens-Zweeds-IJslandse dramafilm uit 1967 onder regie van Gabriel Axel. Het scenario is gebaseerd op een passage uit de Gesta Danorum van de 12e-eeuwse Deense auteur Saxo Grammaticus.

## Verhaal
Rond het jaar 1000 vindt er een bloedvete plaats tussen twee IJslandse geslachten. Wanneer een zoon verliefd wordt op een meisje van de rivaliserende familie, lijkt een oplossing dichterbij te komen. Uiteindelijk mondt het conflict toch uit in een bloedbad.

## Rolverdeling
| Acteur              | Personage                |
| ------------------- | ------------------------ |
| Oleg Vidov          | Hagbard                  |
| Gitte Hænning       | Signe                    |
| Eva Dahlbeck        | Koningin                 |
| Birgitte Federspiel | Weduwe van koning Håmund |
| Lisbeth Movin       | Bengerd                  |
| Johannes Meyer      | Bilvis                   |
| Håkan Jahnberg      | Bølvis                   |
| Manfred Reddemann   | Hildegisl                |
| Henning Palner      | Hake                     |
| Gísli Alfreðsson    | Sigvald                  |
| Folmer Rubæk        | Helvin                   |
| Borgar Garðarsson   | Alf                      |
| Jörgen Lantz        | Koning Håmund            |
| Frederik Tharaldsen | Alger                    |
| Sisse Reingaard     | Rigmor                   |
| Gunnar Björnstrand  | Koning Sigvor            |